# Tuffi ai campionati mondiali di nuoto 2015 - Piattaforma 10 metri maschile
La competizione di tuffi dal trampolino 3 metri maschile dei campionati mondiali di nuoto 2015 si è disputata il 1° e il 2 agosto 2015 nell'Aquatics Palace a Kazan'. La gara si è svolta in tre fasi: la mattina del 1º agosto si è disputato il turno eliminatorio cui hanno partecipato 48 atleti. Nel pomeriggio i migliori diciotto hanno gareggiato nella semifinale. I migliori 12 atleti della semifinale hanno disputato la finale il 2 agosto.

## Medaglie
| Posizione | Atleta       | Nazionalità   |
| --------- | ------------ | ------------- |
| Oro       | Qiu Bo       | Cina          |
| Argento   | David Boudia | Stati Uniti   |
| Bronzo    | Tom Daley    | Gran Bretagna |

## Risultati
I finalisti sono segnalati in verde
 I semifinalisti sono segnalati in viola
| Posizione | Atleta                    | Nazionalità     | Qualificazioni | Qualificazioni | Semifinali | Semifinali | Finale | Finale    |
| Posizione | Atleta                    | Nazionalità     | Punti          | Posizione      | Punti      | Posizione  | Punti  | Posizione |
| --------- | ------------------------- | --------------- | -------------- | -------------- | ---------- | ---------- | ------ | --------- |
| 1         | Qiu Bo                    | Cina            | 513.00         | 3              | 577.00     | 1          | 587.00 | 1         |
| 2         | David Boudia              | Stati Uniti     | 552.80         | 1              | 506.15     | 5          | 560.20 | 2         |
| 3         | Tom Daley                 | Gran Bretagna   | 466.55         | 9              | 524.70     | 3          | 537.95 | 3         |
| 4         | Iván García               | Messico         | 498.25         | 5              | 505.95     | 6          | 518.95 | 4         |
| 5         | Benjamin Auffret          | Francia         | 463.60         | 10             | 461.35     | 11         | 490.25 | 5         |
| 6         | Viktor Minibaev           | Russia          | 518.95         | 2              | 510.95     | 4          | 486.40 | 6         |
| 7         | Nikita Šlejcher           | Russia          | 466.75         | 8              | 468.95     | 9          | 482.70 | 7         |
| 8         | Domonic Bedggood          | Australia       | 441.50         | 13             | 469.05     | 8          | 470.40 | 8         |
| 9         | Vadzim Kaptur             | Bielorussia     | 456.30         | 12             | 440.30     | 12         | 455.20 | 9         |
| 10        | Yang Jian                 | Cina            | 501.00         | 4              | 539.75     | 2          | 451.20 | 10        |
| 11        | Sascha Klein              | Germania        | 476.20         | 7              | 487.05     | 7          | 445.55 | 11        |
| 12        | José Ruvalcaba            | Messico         | 428.90         | 17             | 467.10     | 10         | 442.15 | 12        |
| 13        | James Connor              | Australia       | 435.95         | 15             | 427.75     | 13         |        |           |
| 14        | Martin Wolfram            | Germania        | 487.90         | 6              | 407.90     | 14         |        |           |
| 15        | David Dinsmore            | Stati Uniti     | 462.75         | 11             | 403.80     | 15         |        |           |
| 16        | Vincent Riendeau          | Canada          | 435.45         | 16             | 396.10     | 16         |        |           |
| 17        | Kim Yeong-nam             | Corea del Sud   | 427.30         | 18             | 389.05     | 17         |        |           |
| 18        | Matthew Lee               | Gran Bretagna   | 437.35         | 14             | 357.60     | 18         |        |           |
| 19        | Maksym Dolhov             | Ucraina         | 424.80         | 19             |            |            |        |           |
| 20        | Maxim Bouchard            | Canada          | 407.40         | 20             |            |            |        |           |
| 21        | Yu Okamoto                | Giappone        | 402.10         | 21             |            |            |        |           |
| 22        | Ooi Tze Liang             | Malaysia        | 400.75         | 22             |            |            |        |           |
| 23        | Jesús Liranzo             | Venezuela       | 399.30         | 23             |            |            |        |           |
| 24        | Jeinkler Aguirre          | Cuba            | 393.80         | 24             |            |            |        |           |
| 25        | Kim Sun-bom               | Corea del Nord  | 388.60         | 25             |            |            |        |           |
| 26        | Francesco Dell'Uomo       | Italia          | 388.35         | 26             |            |            |        |           |
| 27        | Sebastián Villa Castañeda | Colombia        | 384.80         | 27             |            |            |        |           |
| 28        | Woo Ha-ram                | Corea del Sud   | 382.65         | 28             |            |            |        |           |
| 29        | Lev Sargsyan              | Armenia         | 374.10         | 29             |            |            |        |           |
| 30        | Víctor Ortega             | Colombia        | 373.60         | 30             |            |            |        |           |
| 31        | Rafael Quintero           | Porto Rico      | 367.45         | 31             |            |            |        |           |
| 32        | Jesper Tolvers            | Svezia          | 366.35         | 32             |            |            |        |           |
| 33        | Maicol Verzotto           | Italia          | 359.35         | 33             |            |            |        |           |
| 34        | Espen Valheim             | Norvegia        | 358.05         | 34             |            |            |        |           |
| 35        | Chew Yiwei                | Malaysia        | 353.70         | 35             |            |            |        |           |
| 36        | Isaac de Souza Filho      | Brasile         | 352.25         | 36             |            |            |        |           |
| 37        | Óscar Ariza               | Venezuela       | 336.80         | 37             |            |            |        |           |
| 38        | Cătălin Cozma             | Romania         | 331.85         | 38             |            |            |        |           |
| 39        | Alexis Jandard            | Francia         | 322.20         | 39             |            |            |        |           |
| 40        | Jackson Oliveira          | Brasile         | 318.55         | 40             |            |            |        |           |
| 41        | Daniel Jensen             | Norvegia        | 316.10         | 41             |            |            |        |           |
| 42        | Vladimir Harutyunyan      | Armenia         | 313.45         | 42             |            |            |        |           |
| 43        | Frandiel Gómez            | Rep. Dominicana | 306.95         | 43             |            |            |        |           |
| 44        | Takuma Hagita             | Giappone        | 290.70         | 44             |            |            |        |           |
| 45        | Youssef Ezzat Selim       | Egitto          | 282.50         | 45             |            |            |        |           |
| 46        | Mohab El-Kordy            | Egitto          | 276.90         | 46             |            |            |        |           |
| 47        | Yusmandy Paz              | Cuba            | 249.00         | 47             |            |            |        |           |
| 48        | Botir Khasanov            | Uzbekistan      | 209.25         | 48             |            |            |        |           |